# ロバート・ハワード (第2代ウィックロー伯爵)
第2代ウィックロー伯爵ロバート・ハワード（英語: Robert Howard, 2nd Earl of Wicklow、1757年8月7日 – 1815年10月23日）は、アイルランド王国出身の貴族、政治家。アイルランド庶民院議員（在任：1783年 – 1789年）、アイルランド貴族代表議員（在任：1800年 – 1815年）を歴任した。

## 生涯
初代ウィックロー子爵ラルフ・ハワードと初代ウィックロー女伯爵アリス・ハワードの息子として、1757年8月7日に生まれた。
1783年から1789年までセント・ジョンズタウン選挙区の代表としてアイルランド庶民院議員を務めた。1789年6月26日に父が死去すると、ウィックロー子爵位を継承した。1801年にグレートブリテン及びアイルランド連合王国が成立すると、アイルランド貴族代表議員に選出され、1815年に死去するまで務めた。1807年3月7日に母が死去すると、ウィックロー伯爵位を継承した。
1815年10月23日、生涯未婚のままダブリンのメリオン・スクエアで死去、弟ウィリアムが爵位を継承した。